# Västempid
Västempid (Empidonax difficilis) är en fågel i familjen tyranner inom ordningen tättingar.

## Kännetecken

### Utseende
Västempiden är en del av släktet Empidonax vars arter är notoriskt svåra att skilja åt på utseende med sin olivgrå ovansida och svarta vingar försedda med vingband. Den är dock relativt karakteristisk med olivgul anstrykning och framför allt gulaktig strupe, en egenskap den endast delar med gulbukig empid bland de nordamerikanska arterna. Den skiljer sig från denna genom längre stjärt och att den vita ögonringen är tydligt utdragen bakom ögat. Kroppslängden är 13–17 cm.

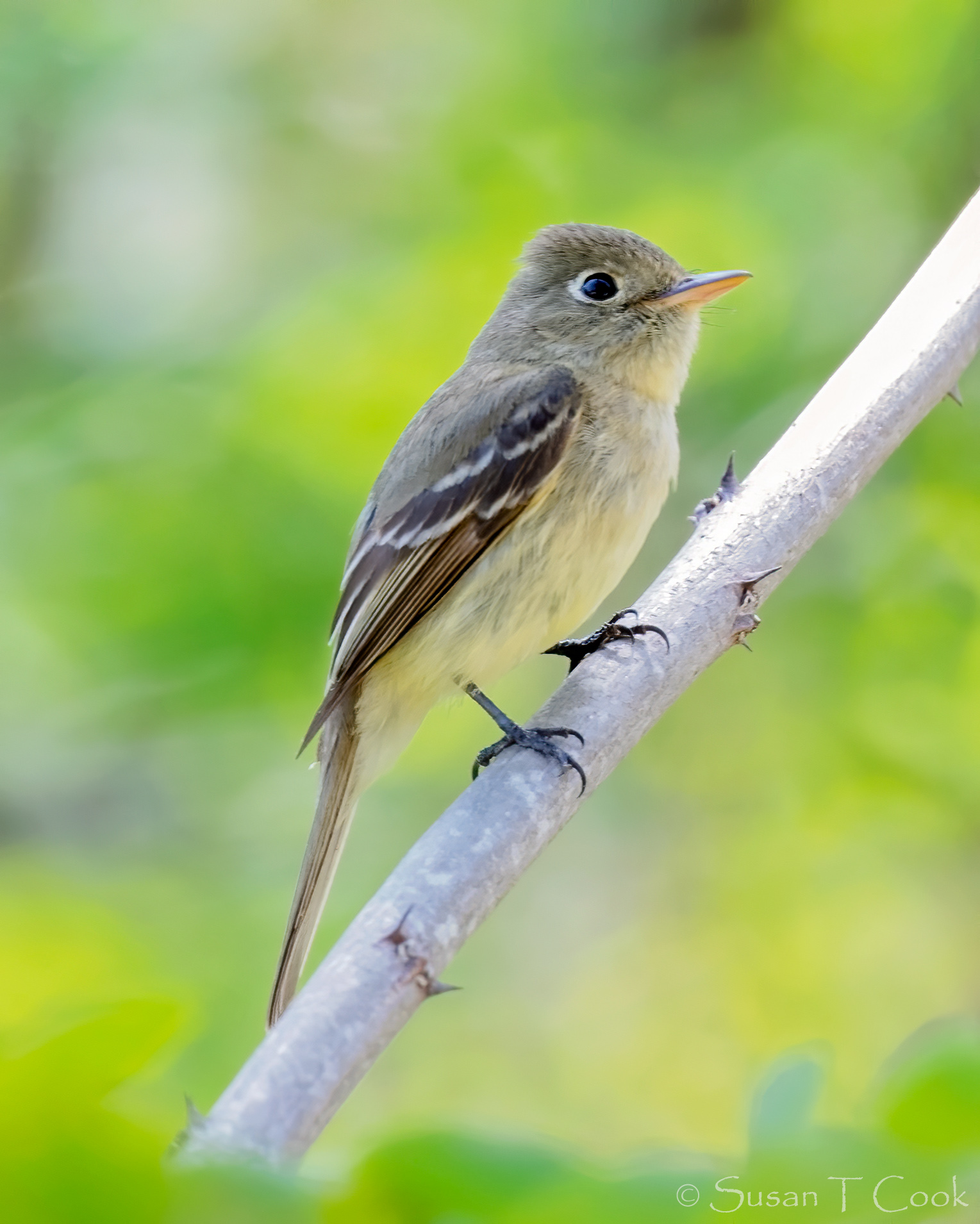

## Läte
Den tunna och ljusa sången består av tre tydliga fraser återgivna som "tsip klseewl ptik". Honans läte är lika, tunna "tseet". Hanens läte utgörs av två varianter, tidigare tillskrivna två olika arter (se nedan), ett tydligt tvåstavigt och rakt "tii-seet" och ett mer sammanhängande och uppåtböjt "tseeweep".

## Utbredning och systematik
Västempid delas in i tre underarter med följande utbredning:
- Empidonax difficilis difficilis – förekommer i västra Kanada och västra USA
- Empidonax difficilis cineritius – förekommer på Baja California
- Empidonax difficilis insulicola – förekommer i Channelöarna utanför södra Kalifornien
- Empidonax difficilis hellmayri – förekommer från sydvästra Kanada till norra Mexiko
- Empidonax difficilis occidentalis – förekommer i Sierra Madre del Sur, Mexiko

### Släktskap
Västempiden kategoriserades som en enda art fram till 1989 då American Ornithologists’ Union (AOU) delade upp den i två: dels västempid i begränsad mening (E. difficilis) i kustnära västra Nordamerika och delar av västra Klippiga Bergen, dels ponderosaempiden (E. occidentalis) i östligare delar av Klippiga Bergen. Grunden var skilda häckningsbiotoper och skillnader i sång och läten. Uppdelningen kvarstod till 2023 när American Ornithological Society (tidigare AOU) och International Ornithological Congress återigen slog ihop den, baserat på nya studier som visar på inkonsekventa lätesskillnader, omfattande hybridisering och att de heller inte är monofyletiska arter. Västempiden tros vara närmast släkt med gulbukig empid och centralamerikanska höglandsempiden.

## Levnadssätt
Västempiden hittas i skuggiga och fuktiga barr- och blandskogar. Den ses ofta utmed rinnande vattendrag där den vanligen födosöker lågt i vegetationen. Födan består av leddjur, men tillfälligtvis även frukt. Den häckar från mitten av april till juli och lägger två kullar.

## Status och hot
Arten har ett stort utbredningsområde och en stor population, men tros minska i antal, dock inte tillräckligt kraftigt för att den ska betraktas som hotad. Internationella naturvårdsunionen IUCN kategoriserar därför arten som livskraftig (LC). Notera dock att IUCN ännu inkluderar "ponderosaempiden" i arten.